# Aristida boninensis
Aristida boninensis là một loài thực vật có hoa trong họ Hòa thảo. Loài này được Ohwi & Tuyama mô tả khoa học đầu tiên năm 1937.